# À Paradis City
Albums de Jean Leloup
Mille excuses milady
(2009) L'Étrange Pays
(2019)
Singles
1. Willy
Sortie : 2015
2. Paradis City
Sortie : 2015
3. Voyageur
Sortie : 2015

À Paradis City est le huitième album studio de Jean Leloup sorti le 2 février 2015 sur le label Grosse Boîte (devenu Bravo musique). Très bien reçu par la critique, le disque et la tournée associée ont également reçu plusieurs prix musicaux majeurs au Canada.

## Historique
À Paradis City est le premier album du chanteur en six ans de silence, depuis Mille excuses milady (2009). Cette période a été marquée par diverses difficultés personnelles de Jean Leloup qui sont très présentes dans la plupart des chansons qui composent le disque, traitant quasiment toutes du thème de la mort. De même que la pochette du disque qui montre un chien estropié, à trois pattes, Jean Leloup se considère alors comme un rescapé, encore capable de marcher, malgré quelques mauvais choix de directions pris parfois.
L'album est un succès de vente dès son lancement, avec plus de 20 000 exemplaires vendus la semaine de sa parution et plus de 82 000 exemplaires lors de la première année obtenant un disque de platine.

## Liste des titres de l'album
1. Willie – 4 min 10 s
2. Les Flamants roses – 4 min 03 s
3. Petit Papillon – 3 min 34 s
4. Paradis City – 2 min 48 s
5. Les Bateaux  – 4 min 17 s
6. Feuille au vent – 1 min 53 s
7. Voyageur – 3 min 23 s
8. Retour à la maison – 3 min 05 s
9. Le roi se meurt – 2 min 52 s
10. Zone zéro – 2 min 49 s

## Musiciens
- Jean Leloup : guitares et chant
- Alain Bergé : batterie
- Carl Bastien : claviers
- Martin Roy : contrebasse et basse électrique
- Charly Yapo : basse électrique
- Shonna Angers et Édith Fitzgerald : violons
- Sarah Martineau : alto
- Camille Paquette-Roy : violoncelle
- François-Charles Legault : effets spéciaux, vibroslap

## Accueil de la critique
À sa parution, l'album reçoit un excellent accueil de la critique québécoise,, notamment du journal Le Devoir qui finalement le met à la première place de sa liste des dix meilleurs albums à l'issue de l'année 2015.

## Distinctions
- Prix Félix 2015 (ADISQ)[6] :
  - Prix de l'« album rock de l'année »
  - Prix de la « chanson de l'année » pour Paradis City
  - Nomination à l'« album meilleur vendeur de l'année »
- Prix Félix 2016 (ADISQ)[7] :
  - Prix du « spectacle de l'année (auteur-compositeur-interprète) » pour Jean Leloup solo – Le Fantôme de Paradis City
  - Nomination au « spectacle de l'année (auteur-compositeur-interprète) » pour Jean Leloup et son orchestre en concert à Paradis City
- Prix Juno 2016[8] :
  - Prix de l'« album francophone de l'année »
  - Nomination à l'« album de l'année »